# NGC 2535
NGC 2535 je galaksija u zviježđu Raku.

## Vanjske poveznice
- SEDS: NGC 2535